# Accord de paix entre la république démocratique du Congo et le Rwanda
L'accord de paix entre la république démocratique du Congo et le Rwanda est un traité de paix visant à mettre fin au conflit entre la république démocratique du Congo (RDC) et le Rwanda, signé le 27 juin 2025 à Washington, D.C., aux États-Unis. Ses termes prévoient le retrait des troupes rwandaises de l'est de la RDC au cours des 90 prochains jours et la fin de son soutien aux milices des Forces démocratiques de libération du Rwanda (FDLR). L'accord fait suite à des négociations entre les deux pays qui sont menées sous la médiation des États-Unis et du Qatar. Le principal groupe rebelle soutenu par le Rwanda dans l'est de la RDC, le Mouvement du 23 mars (M23), n'est pas partie à l'accord et est en négociations séparées avec le gouvernement congolais.
L'accord est également appelé "Accord de Washington".

## Contexte
L’est de la république démocratique du Congo (RDC) est une région riche en ressources naturelles, mais marquée par une instabilité persistante depuis plusieurs décennies. Cette instabilité découle de divers facteurs, notamment des tensions historiques, des conflits ethniques, des intérêts locaux, nationaux et internationaux, ainsi que la convoitise des ressources minières.  
Les tensions dans cette région debutent au cours des années 1990, avec des conflits opposant les communautés locales aux populations d’origine rwandaise, principalement les Banyarwanda Hutus, entraînant des milliers de morts au Nord-Kivu. 
À la suite du génocide des Tutsi au Rwanda en 1994, la situation dans l'est du Zaïre (actuellement la RDC) se détériore considérablement. Près d'un million de réfugiés Hutu, incluant des auteurs du génocide, fuient vers cette région et s'installent dans des camps situés à la frontière rwandaise,.
Ces forces génocidaires exploitent les camps de réfugiés comme bases arrière pour lancer des attaques contre le Rwanda, dans le but de renverser le Front patriotique rwandais (FPR), le nouveau gouvernement rwandais qui a mis fin au génocide. Par ailleurs l'afflux massif de réfugiés perturbe profondément l'équilibre régional,,. Les Hutus deviennent majoritaires dans la province du Nord-Kivu, ce qui exacerbe les tensions ethniques. À la fin de l'année 1995, des affrontements violents éclatent, ciblant notamment les Tutsis congolais et provoquant l'exode de milliers d'entre eux vers le Rwanda,.
En 1996, face à l'incapacité du gouvernement zaïrois et de la communauté internationale à résoudre la question des forces génocidaires présentes dans les camps de réfugiés, Kigali lance des incursions militaires au Zaïre. Ces opérations sont menées par l'intermédiaire de combattants Banyamulenge, des Tutsi du Sud-Kivu assisté par l'Armée patriotique rwandaise (APR). Ces actions marquent le début de la première guerre du Congo. La rébellion Banyamulenge sous l'impulsion rwandaise devient l'Alliance des Forces Démocratiques pour la Libération du Congo (AFDL), un groupe politico-militaire, avec à sa tête Laurent-Désiré Kabila, mais en réalité orchestré et dirigé par Kigali. Durant ce conflit, l'APR et l'AFDL détruisent les camps de réfugiés et massacrent indistinctement des milliers Hutus,,. Soutenue par l'Ouganda, le Burundi et l'Angola, cette coalition marche sur Kinshasa et renverse en quelques mois le président zaïrois Mobutu Sese Seko. Kabila se proclame alors président et renomme le pays république démocratique du Congo.
Cependant, craignant l'influence croissante du Rwanda et de l'Ouganda, Laurent Kabila leur ordonne de quitter la RDC, déclenchant ainsi la deuxième guerre du Congo. Une nouvelle rébellion, composée de soldats Banyamulenge et soutenue par le Rwanda et l'Ouganda, forme le Rassemblement congolais pour la démocratie (RCD), et prend rapidement le contrôle de vastes zones à l'est de la RDC. Cette guerre implique plusieurs États africains et entraînent des déplacements massifs de civils, des massacres et des violations des droits de l'homme. La guerre est également marquée par l’exploitation des ressources minières, avec le Rwanda et l’Ouganda, alliés au début du conflit, qui s’affrontent pour le contrôle des richesses naturelles de la région, exacerbant ainsi les tensions entre les deux pays.
Ces conflits conduisent à la formation de  nombreux groupes armés (en), dont plus de 100 sont actifs dans la région au début des années 2020. L’instabilité actuelle est en partie attribuable à la présence de ces groupes armés, certains bénéficiant du soutien de gouvernements étrangers, notamment celui du Rwanda. Le Rwanda justifie son intervention en invoquant la présence de groupes Hutus responsables du génocide des Tutsis, toujours actifs dans l’est de la RDC et soutenus par le gouvernement congolais, en particulier les Forces démocratiques de libération du Rwanda (FDLR). Toutefois, le Rwanda est accusé par l’ONU et le gouvernement congolais d’utiliser cette justification pour exploiter illégalement les ressources minières de la région. Les conflits dans cette région causent la mort de plusieurs millions de congolais, et le déplacement de plus de sept millions de réfugiés, les Nations unies décrivant la situation comme « l'une des crises humanitaires les plus longues, complexes et graves de la planète ».
Le conflit actuel commence en 2022 avec la résurgence du groupe rebelle du Mouvement du 23 mars (M23) dans l'est de la RDC, qui reçoit un soutien militaire du Rwanda, bien que le gouvernement rwandais le nie, justifiant ses actions par des mesures défensives contre les Forces démocratiques de libération du Rwanda (FDLR),. Début 2025, le M23 s'empare d'un vaste territoire dans l'est, dont les grandes villes de Goma et Bukavu, les capitales provinciales du Nord-Kivu et du Sud-Kivu. L'offensive est décrite comme la plus grande escalade depuis la rébellion du M23 en 2012 et conduit à comparer le conflit aux première et deuxième guerres du Congo des années 1990 et du début des années 2000. Selon l'ONU, les Forces rwandaises de défense déploient jusqu’à 6 000 soldats pour aider le M23 dans sa campagne contre le gouvernement congolais, et ont un contrôle de facto sur les opérations du M23.
La prise de Goma provoque des réactions internationales, avec des appels au retrait des troupes rwandaises par les États-Unis, l’Union européenne et les Nations unies, dont le secrétaire général, appel pour la première fois explicitement les forces rwandaises à « cesser de soutenir le M23 et à se retirer du territoire de la RDC »,,. Cependant, peu de sanctions concrètes sont mises en place, entraînant des critiques sur l’inaction perçue de la communauté internationale. Les efforts diplomatiques se sont intensifiés, notamment avec l’implication de pays africains et d’organisations régionales dont le sommet entre les membres de la Communauté d'Afrique de l'Est (EAC) et de la Communauté de développement d'Afrique australe (SADC) pour aborder la situation sécuritaire dans l'est de la république démocratique du Congo (RDC),, qui abouti à la fusion des processus de Luanda et Nairobi, ainsi qu'à un appel à un cessez-le-feu inconditionnel. Mais les résultats concrets de ces efforts restent limités : dans les jours qui suivent le sommet le M23 prend le contrôle de Bukavu, chef-lieu de la province du Sud-Kivu, et continue son expansion territoriale dans l'est du pays, s'emparant en mars 2025 de la ville de Walikale dans le Nord-Kivu. 

## Processus de négociation

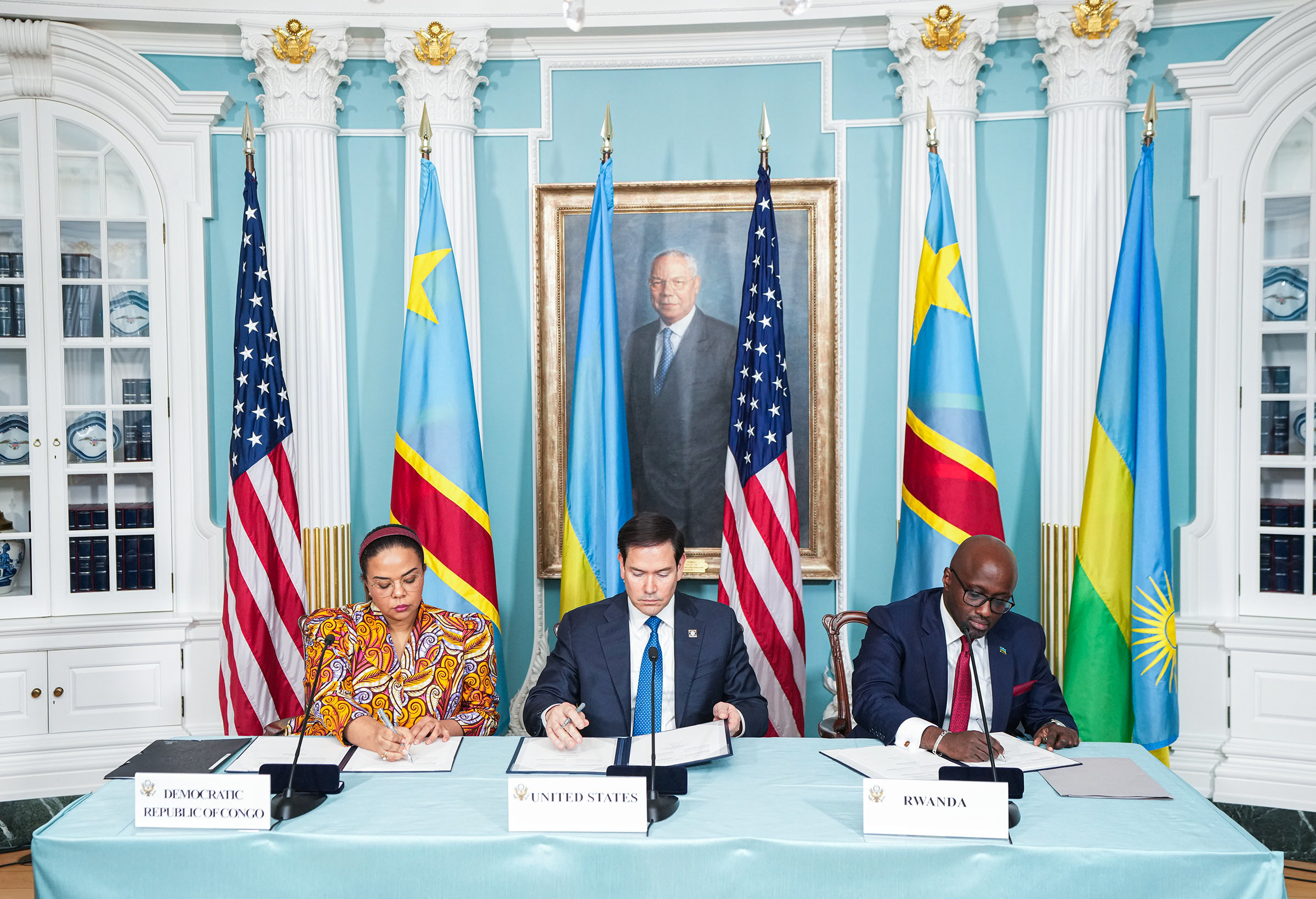
Le secrétaire d'État Marco Rubio préside une cérémonie de signature de la Déclaration de principes entre la ministre des Affaires étrangères de la RDC, Thérèse Kayikwamba Wagner, et le ministre rwandais des Affaires étrangères, Olivier Nduhungirehe, le 25 avril 2025.

Des efforts antérieurs de médiation dans les pourparlers de paix, menés par le Kenya et l'Angola, n'aboutissent pas à un accord durable. En février 2025, le président Félix Tshisekedi de la RDC envoie une lettre au président Donald Trump, offrant aux États-Unis l'accès aux minéraux critiques de son pays en échange d'une aide en matière de sécurité. En mars, Massad Boulos, un homme d'affaires qui sert de conseiller pour le Moyen-Orient dans l'équipe de transition de la deuxième administration Trump, est nommé au département d’État américain dans le but de négocier un accord visant à mettre fin au conflit en RDC. Le même mois, Tshisekedi rencontre le président rwandais Paul Kagame au Qatar pour des entretiens organisés par l'émir. Tshisekedi et Kagame appellent à un cessez-le-feu immédiat après leur rencontre, mais cela est rejeté par la direction du M23. Après la réunion de Doha, au Qatar, les États-Unis jouent un rôle plus important dans les pourparlers. Au début du mois d'avril, Boulos se rend en RDC, au Rwanda, au Kenya et en Ouganda. Il souligne que les États-Unis pensent que le Rwanda doit retirer ses troupes de la RDC et mettre fin à son soutien au M23,. Après de nouveaux pourparlers sous l'égide du Qatar, la RDC et le M23 conviennent d'un cessez-le-feu le 24 avril.
Les négociations se poursuivent le 25 avril avec une réunion des ministres des Affaires étrangères congolais et rwandais à Washington, D.C., où le secrétaire d'État américain Marco Rubio est également présent, et une "déclaration de principes" pour un accord de paix est convenue. La déclaration appelle au respect de l'intégrité territoriale ainsi qu'à la résolution des problèmes légitimes de sécurité, et appelle également les deux pays à coopérer avec les États-Unis et les investisseurs américains sur des projets économiques, y compris dans le domaine des minéraux critiques. Un accord de paix préliminaire est signé par la RDC et le Rwanda à Washington le 19 juin 2025, après des pourparlers supplémentaires. Parmi ses principaux points figurent la fin des hostilités et le respect de l'intégrité territoriale, le désarmement des groupes non étatiques, la facilitation du retour des réfugiés et la mise en place d'un réseau régional d'intégration économique. La cérémonie de signature est fixée au 27 juin. Apparemment, une demande de la RDC sur le retrait immédiat des troupes rwandaises est abandonnée au cours des pourparlers. La signature a lieu en présence du secrétaire d'État Marco Rubio, de la ministre congolaise des Affaires étrangères Thérèse Kayikwamba Wagner et du ministre rwandais des Affaires étrangères Olivier Nduhungirehe, et est suivie d'une rencontre avec le président Trump à la Maison-Blanche.
Les chefs d'État de la RDC et du Rwanda doivent se rendre à Washington en juillet pour finaliser l'accord, officiellement nommé Accord de Washington,.

## Termes de l'accord
L'accord de paix s'engage à mettre en œuvre les termes d'un accord de 2024 qui prévoit le retrait des troupes du Rwanda de la RDC et la mise en place d'un cadre d'intégration économique régionale dans un délai de 90 jours, la création d'un mécanisme conjoint de coordination de la sécurité dans un délai de 30 jours, et le "désengagement, le désarmement et l'intégration conditionnelle des groupes armés non étatiques" ce qui mettrait fin au soutien aux FDLR et au M23. L'accord vise également à "lier les deux pays, en partenariat, le cas échéant, avec le gouvernement américain et les investisseurs américains" par le biais du cadre économique,.

## Analyse et réactions
Le M23 et l'organisation politique dont il fait partie, l'Alliance fleuve Congo (AFC), déclarent par le passé que tout accord négocié sans leur implication ne concerne pas le groupe. Des négociations séparées sont toujours en cours entre le gouvernement congolais et le M23. La ministre congolaise des Affaires étrangères, Thérèse Kayikwamba Wagner, déclare que les deux voies de négociation sont "étroitement liées" et que le processus de paix a reçu un nouveau "sentiment d'urgence" en raison de l'engagement du président américain Trump. Le ministre rwandais des Affaires étrangères, Olivier Nduhungirehe, affirme que le traité n'aurait pas été possible sans le leadership de Trump et le qualifie d'"étape remarquable".
L'accord est critiqué par certains experts et commentateurs pour ne pas impliquer le groupe M23 et pour son volet économique, appelé exploitation des ressources. L'ancien président de la RDC, Joseph Kabila, critique l'accord avec le Rwanda comme un "théâtre diplomatique", en raison de l'absence du M23 et d'autres groupes de l'est du Congo. Le politologue Jason Stearns (en) déclare que "c'est la meilleure chance que nous ayons d'avoir un processus de paix pour le moment, malgré tous les défis et les défauts". Jakob Kerstan, directeur de la Fondation Konrad-Adenauer pour la RDC, déclare que l'accord est un gain politique pour Tshisekedi, en amenant les États-Unis dans le processus de négociation pour aider la RDC. Le Financial Times écrit que l'accord engage effectivement le Rwanda à mettre fin à son soutien au M23. D'autres commentateurs notent que le M23 dispose toujours d'une influence significative en raison de son contrôle de Goma et de Bukavu, indépendamment du soutien rwandais.
Le secrétaire général de l'ONU, António Guterres, déclare que l'accord est "une étape importante vers la désescalade, la paix et la stabilité dans l'est de la République démocratique du Congo et dans la région des Grands Lacs". Il félicite les États-Unis pour leur rôle de leader dans la médiation, et reconnaît le rôle du Qatar, de l'Union africaine et d'autres organisations impliquées, et appelle toutes les parties à honorer l'accord et la résolution 2773 du Conseil de sécurité des Nations unies (en).
Dans une déclaration, les sénateurs démocrates américains Chris Coons et Jeanne Shaheen déclarent que "bien que la signature d'un accord soit importante, sa mise en œuvre sera essentielle, et nous exhortons les deux parties et tous les partenaires internationaux à veiller à son application".